# Humoresque
Humoresque (ou Humoreske) é um género de música romântica caracterizado por peças de humor fantasioso, no sentido de ânimo, em vez de sagacidade. O nome refere-se ao termo alemão Humoreske, dado na década de 1800 aos contos humorísticos.
Exemplos notáveis do estilo humoresque são Humoreske de Schumann em si bemol maior (op. 20, 1839), e todos os oito Humoresques de Dvořák (op. 101, 1894), no qual o n.º 7 em sol bemol maior é bem conhecido.